# Amara relicta
Amara relicta är en skalbaggsart som beskrevs av Thomas Casey. Amara relicta ingår i släktet Amara och familjen jordlöpare. Inga underarter finns listade i Catalogue of Life.